# Бугиев, Ваха Наибулаевич
Ва́ха Наи́булаевич Буги́ев (17 мая 1977, Гикало, Грозненский район, ЧИАССР — 11 апреля 2016, Хандарат, Алеппо, Сирия) — один из амиров (командиров) чеченских моджахедов на территории Сирии, активный участник Второй чеченской войны в составе бригады Руслана (Хамзата) Гелаева, а также гражданской войны в Сирии в качестве 1-го амира «Имарат Кавказ фи Шам» («Имарат Кавказ в Сирии»). Известен также под именем Хамза.

## Биография

### Происхождение
Ваха Бугиев родился 17 мая 1977 года в посёлке Гикало Грозненского района Чечено-Ингушской ССР. По национальности чеченец.

### Семейное положение
Был женат, имел троих детей.

### Вторая чеченская война
В период с 2000 по 2003 год, в ходе Второй чеченской войны, Ваха Бугиев входил в бригаду Вооружённых Сил Чеченской Республики Ичкерия под командованием Руслана Гелаева. В конце 2000 года уехал в Грузию и жил в Панкисском ущелье. Спустя время вернулся обратно в Чеченскую Республику.

### Гражданская война в Сирии
В 2012 году, во время начального этапа гражданской войны, Бугиев выехал на территорию Сирийской Республики, возглавил филиал Имарата Кавказ в Сирии. Считался его первым амиром и представителем Доку Умарова в Сирии. В то время под его командованием были такие известные командиры, как Абу Умар аш-Шишани и Сайфуллах Шишани. В конце 2012 года Умар и Сайфуллах вышли из филиала Имарата Кавказ и сформировали отдельную бригаду Катаиб аль-Мухаджирин. Её ряды пополнили в основном выходцы из северного Кавказа и СНГ. Через некоторое время Бугиев сложил с себя полномочия амира ИК в Сирии и перешёл в Ахрар аш-Шам.
По данным ряда русскоязычных источников, он воевал на стороне террористической организации ИГИЛ. Однако автор проекта «From Chechnya to Syria» Джоанна Паращук, которая следит за деятельностью чеченских и русскоязычных боевиков в Сирии с начала конфликта в этой стране, утверждает, что Бугиев не был членом ИГИЛ.

### Гибель
Убит 11 апреля 2016 года во время вооружённых столкновений между силами Ахрар аш-Шам и правительственными войсками Башара Асада близ района Хандарат в провинции Алеппо, Сирия.